# Gobernador Costa
Gobernador Costa est une localité argentine, située dans le département de Tehuelches, en province de Chubut.

## Situation
La ville est située sur la rive droite de l'arroyo Genoa, affluent du río Senguerr. Elle se trouve sur la route nationale 40, à 200 km au sud de la ville d'Esquel. 

Elle n'est distante que de dix kilomètres de la ville de José de San Martín, chef-lieu du département, qui se situe plus à l'est.

## Population
Sa population était de 958 habitants en 2001, ce qui représentait un accroissement de 
15,8 % en dix ans.